# بدرود راه شیری
«بدرود راه شیری» (به انگلیسی: Goodbye Milky Way)، تک‌آهنگی خلق‌شده به وسیلهٔ پروژهٔ موسیقی انیگما است و اولین تک‌آهنگی از ششمین آلبوم استودیویی انیگما، آ پوستریوری بود که به همکان اعلام شد. آ پوستریوری در ۲۶ سپتامبر ۲۰۰۶ در سراسر دنیا عرضه شد.
اخبار مربوط به تک‌آهنگ همراه آلبوم نخستین بار در ۱۸ جولای ۲۰۰۶ از طریق Crocodile-Music.de و EnigmaMusic.com منتشر شدند، اما تنها یک ماه بعد عرضهٔ تک‌آهنگ روی سی دی و سایر فرمت‌ها به جز بارگذاری دیجیتال لغو شد.